# Cheringoma (Distrikt)
Cheringoma ist ein Distrikt der Provinz Sofala in Mosambik mit Verwaltungssitz in Inhaminga. Sein Gebiet grenzt im Norden an die Distrikte Caia und Marromeu, im Osten an den Indischen Ozean, im Süden an den Distrikt Muanza und im Westen an die Distrikte Maringué und Gorongosa.

## Geographie
Der nördliche Teil von Cheringoma gehört zum Einzugsgebiet des Sambesi. Dessen rechter Nebenfluss Zangue bildet die Grenze zum Nachbardistrikt Caia. Der Südosten wird über den Fluss Pungwe in den Indischen Ozean entwässert. Der zentrale Teil liegt auf der Cheringoma Hochebene, deren höchster Punkt 379 Meter über dem Meer liegt. Die Hochebene fällt nach Norden und Westen steil und nach Süden und Osten sanft ab.
Nach der Klassifikation von Köppen und Geiger hat Cheringoma ein tropisches Savannenklima (Aw) mit einer durchschnittlichen jährlichen Niederschlagsmenge zwischen 1000 und 1200 Millimeter.

## Bevölkerung
Der Distrikt Cheringoma ist 7.108 Quadratkilometer groß und hatte 2013 eine Einwohnerzahl von 53.406 Menschen. Das entspricht einer Bevölkerungsdichte von 7,5 Personen pro Quadratkilometer.

## Einrichtungen und Dienstleistungen
In Distrikt befinden sich (Stand 2013) 58 Grundschulen (Primárias) und vier weiterführende Schulen (Secundárias). Von den Grundschulen sind 41 öffentliche und 17 private Schulen, alle weiterführenden Schulen sind öffentliche Schulen.
In Cheringoma gibt es sechs Gesundheitszentren und eine Ambulanz.

## Verwaltungsgliederung
Der Distrikt Cheringoma ist in zwei Verwaltungsposten (postos administrativos) gegliedert:
- Inhaminga
- Inhamitanga[1]

## Wirtschaft und Infrastruktur
Im Jahr 2007 hatten nur 1,2 Prozent der Bevölkerung von Cheringoma Zugang zu elektrischer Energie (12,6 Prozent in der Provinz Sofala), über 50 Prozent heizten mit Holz (26 Prozent in der Provinz Sofala). Nur vier von 1000 Einwohnern besaßen ein Auto (20 von 1000 in der Provinz Sofala).

### Landwirtschaft
Im Jahr 2005 gab es 4000 landwirtschaftliche Betriebe mit durchschnittlich 1,8 Hektar Land. Hauptsächlich angebaut werden Maniok (ein Drittel der Anbaufläche, mehr als 50 Prozent der Ernte in Tonnen), Mais, Bohnen, Erdnüsse, Hirse und Süßkartoffel.

### Bergbau
In Cheringoma wird Kalkstein abgebaut.

### Verkehr
Die Bahnlinie von Beira nach Caia führt durch Cheringoma und hat die Bahnhöfe Inhaminga und Inhamitanga.
Durch den Distrikt führen die Nationalstraßen
- EN 219: Verbindung von Inhamitanga nach Marromeu
- EN 213: Verbindung von Inhaminga nach Beira

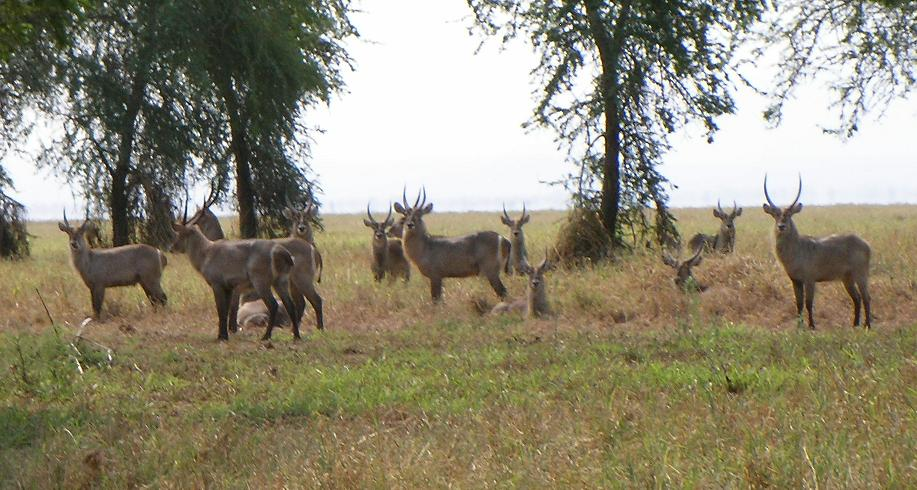
Wasserböcke im Gorongosa-Nationalpark

### Nationalparks
Der Distrikt Cheringoma hat Anteil am Marromeu Nationalpark und am Gorongosa-Nationalpark.